# Gyön

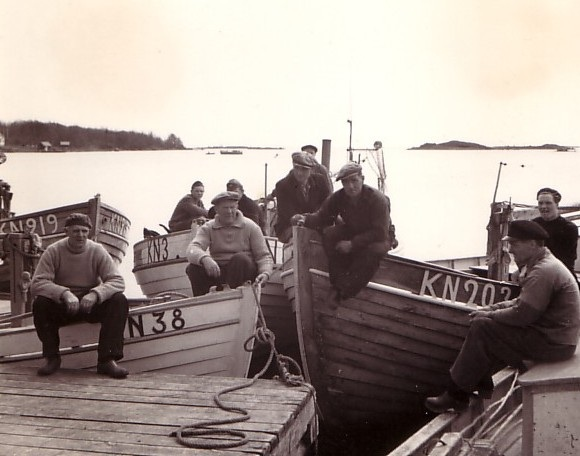
Fiskare på Gyön 1954.

Gyön är ett fiskeläge vid Svalemålaviken nära Garnanäs i Ronneby kommun i Blekinge län, Sverige.

## Historia

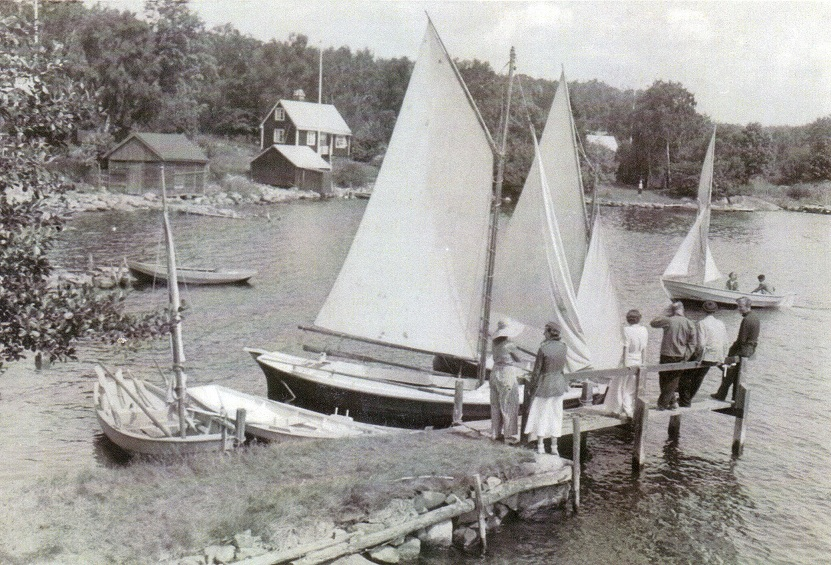
Segeltävling på 1930-talet. Sommargäster väntar in Christian Günther med gast som är på väg att angöra bryggan.

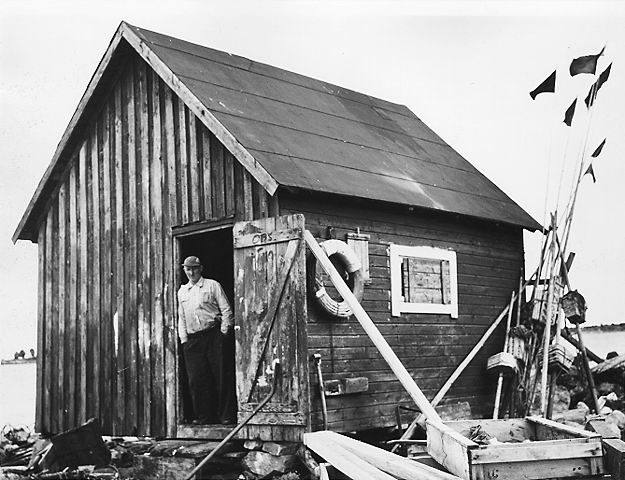
Fiskare vid sitt båthus (1956).

Den första fiskarfamiljen bosatte sig längst inne i Svalemålaviken på 1760-talet och skulle snart följas av flera. Vid 1900-talets början fanns många fiskarstugor och runt viken låg ett fyrtiotal båtar, varav åtta var vrakekor. Man tog sig fram med segel och åror, men 1911 inleddes ett teknikskifte då den första tändkulemotorn anlände från en verkstad i Höör och installerades i en vrakeka.
Omkring 1913 började Gyön bli en populär semesterplats för ett antal kända, förhållandevis rika och välbärgade familjer som kom att utgöra den så kallade "sommarnoblessen på Gyön". De ska ha levt ett "relativt bekymmerslöst liv" med lekar, tävlingar, seglingsregattor och fester som avslutades med "bad mitt i natten i månskenet". De passades upp av fiskargummorna och de äldre döttrarna i fiskarstugorna. Även fortsättningsvis var Gyön populärt bland ett antal kända personer, särskilt författare och kulturpersonligheter, och den "andra vågen" av sommarnobless pågick från 1917 till 1969.
Nobelpristagaren Harry Martinson kom till Gyön sommaren 1952 och inledde där arbetet med sitt största litterära verk - Aniara. Andra personer som förknippas med platsen är Christian Günther, Anders Österling, Gerd Ribbing, Jonas Wærn, Ragnvald Blix, Lili de Faramond, Guy de Faramond, Herbert Tingsten, Inga Tidblad, Verner von Heidenstam, Gösta Knutsson, Brita Drewsen, Nils Tesch, Ulf Brandell, Gunnar Lagergren, Nina Lagergren, Lars Ivar Elding och Torsten Ehrenmark. På senare år har även FN:s förre generalsekreterare Kofi Annan vistats på Gyön där hans fru Nane Annan äger en fastighet.
Modellbyggaren Karl Albin Strömberg växte upp på Gyön i början av 1900-talet och flyttade senare till Karlshamn. Under en sommarvistelse på Gyön 1952 lärde han känna Harry Martinson. Deras vänskap varade livet ut och Strömberg byggde många av sina fartygsmodeller på uppdrag av Martinson.